# Hypnum densirameum
Hypnum densirameum är en bladmossart som beskrevs av Hisatsugu Ando 1957. Hypnum densirameum ingår i släktet flätmossor, och familjen Hypnaceae. Inga underarter finns listade i Catalogue of Life.